# 슈파이어 포도주병

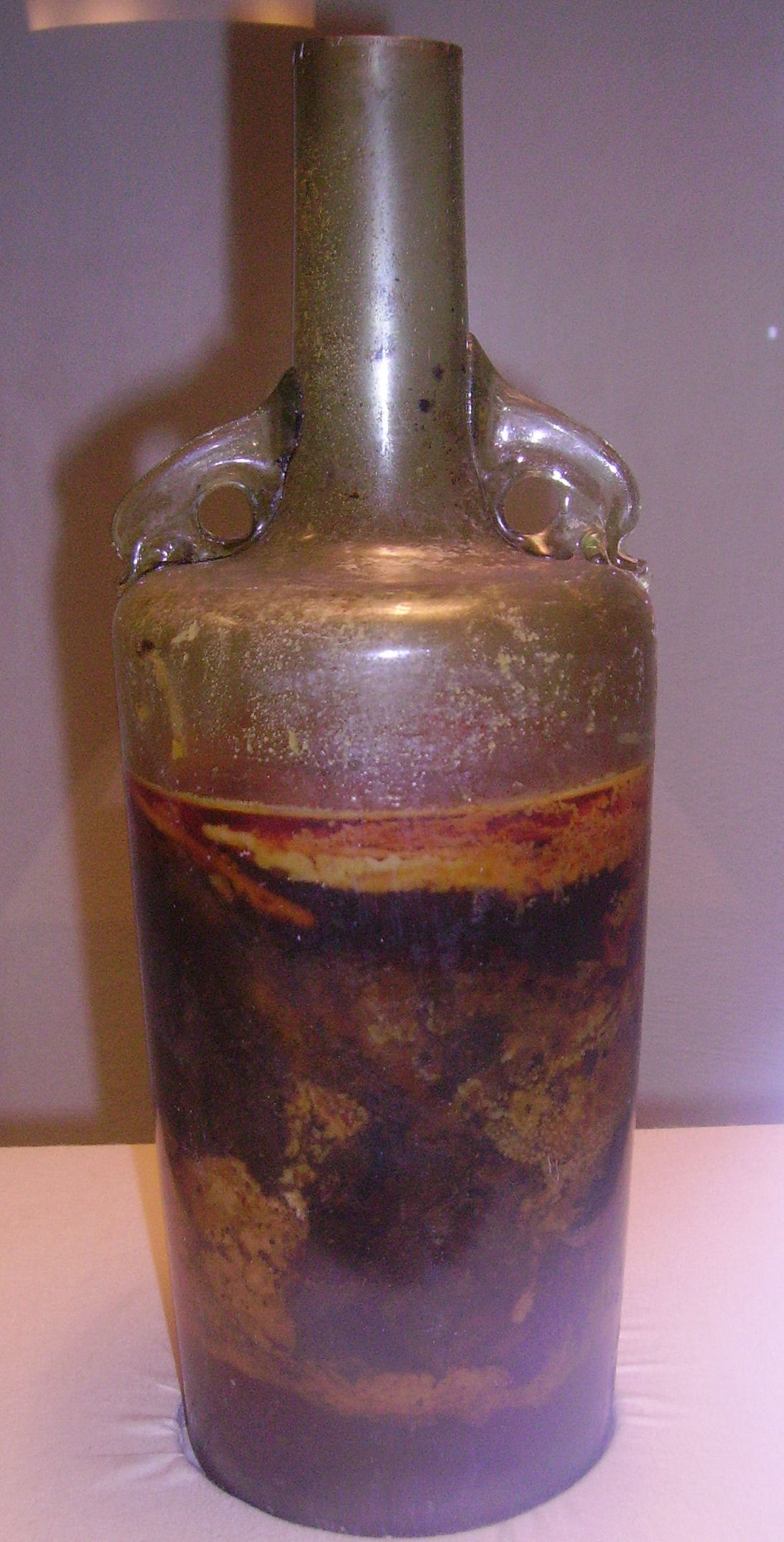
슈파이어 와인병

슈파이어 포도주병(영어: Speyer Wine Bottle) 또는 뢰머바인(독일어: Römerwein)은 독일 슈파이어에 있는 고대 로마 시대의 무덤에서 발견된 포도주병이다. 액체 상태의 포도주를 온전히 담은 채 봉인되어 있으며 세계에서 가장 오래된 포도주병으로 여겨진다.

## 역사
슈파이어 포도주병은 1867년 라인란트팔츠에서 가장 오래된 마을 중 하나인 슈파이어에서 처음으로 발견되었다. 이후 "현존하는 세계에서 가장 오래된 포도주병"으로 널리 알려져 있다. 이 포도주병의 연대는 서기 325년에서 350년으로 추정되며, 미개봉된 상태로는 세계에서 가장 오래된 포도주병이기도 하다. 발견 이후로는 슈파이어의 팔츠 역사박물관의 포도주 역사 전시실에 소장되어 있으며 항상 같은 위치에 전시되고 있다. 실물은 1.5리터 크기의 유리병으로, 암포라식 형태에 돌고래 모양의 손잡이가 달려 있다.
이 포도주병은 서기 4세기경에 지어진 고대 로마 귀족의 무덤을 발굴하는 과정에서 출토되었다. 무덤에는 석관이 두 개가 있었는데 한쪽에는 남성의 유골이, 다른 한쪽에는 여성의 유골이 들어 있었다. 한 출처에 따르면 이 남성은 로마의 군단병 신분이며, 포도주병은 남성이 떠날 거룩한 여정을 위해 준비해둔 것이라고 한다. 여성의 석관에는 여섯 개의 유리병이, 남성의 석관에는 열 개의 용기가 담겨 있었는데 그중 하나만 액체를 담고 있었다. 병 속의 세 번째 바닥층에는 순 액체가 남아있고, 그 위에는 송진으로 보이는 혼합물이 쌓여 있다.

## 와인 보존
유리병 분석 결과에 따르면 병 안에 든 액체는 에탄올 성분은 사라졌다고 하지만 최소한 그 일부는 포도주의 성분과 일치한다. 이 포도주는 해당 지방에서 생산된 것으로 보이며, 허브를 섞어 넣어 희석해 놓았다. 포도주가 병 안에 온전히 보존될 수 있었던 것은 올리브유층을 병 안에 두껍게 채워 넣고, 그 병을 다시 뜨거운 밀랍으로 막아 포도주를 공기로부터 차단한 덕분이다. 페트로니우스는 《사티리콘》에서 회반죽으로 포도주병을 밀봉한다고 적은 바 있는데, 이 병도 그것과 비슷한 방식을 따랐다. 다만 지금과는 달리 고대 로마 시대에는 포도주병에 유리를 쓰는 경우는 흔치 않았는데, 로마의 유리는 여러 세월에 걸쳐 쓰기엔 너무 잘 깨지는 경우가 적지 않았던 탓이다.
과학자들이 병 속의 내용물을 더 분석하기 위해 액체를 빼내는 방안을 고려하고 있긴 하지만, 그 액체가 공기와 노출되면 어떤 일이 벌어질지 모른다는 우려로 인해 현재까지도 포도주병은 미개봉된 상태다. 박물관 큐레이터인 루드거 테캄페는 지난 25년간 병 속에서 별다른 변화를 발견하지 못했다고 밝힌 바 있다. 호흐슐 가이센하임 대학교의 포도주학 교수 모니카 크리슈트만은 "미생물학적으로 봤을 때 썩은 것은 아닐 테지만, 그렇다고 해서 미각에 만족을 주진 못할 것이다"라고 말했다.

## 같이 보기
- 고대 로마의 포도주
- 와인 창고